# Lago Brownworth
Il lago Brownworth è un lago dell'Antartide originato dalle acque di fusione del ghiacciaio Wright inferiore, ed è posizionato all'estremità orientale della valle di Wright, nella Terra della Regina Vittoria.

## Caratteristiche
La mappatura del lago è stata effettuata dalla United States Geological Survey (USGS) basandosi su rilevazioni e foto aeree ottenute negli anni 1956-60. La denominazione ufficiale è stata assegnata dallo statunitense Comitato consultivo dei nomi antartici in onore di Frederick S. Brownworth Jr, (1926–1996), un cartografo dell'USGS che aveva compiuto parecchie sessioni di ricerca nell'Antartide. Nel 1970-71 aveva supervisionato la rilevazione fotografica aerea delle Valli secche McMurdo, incluso questo piccolo lago.
Dal lago Brownworth ha origine il fiume Onyx, che con i suoi 32  km di lunghezza è il più lungo fiume dell'Antartide.